# Nicco Montaño
Nicco Montaño, född 16 december 1988 i Lechee i Arizona, är en amerikansk MMA-utövare som sedan 2017 tävlar i organisationen Ultimate Fighting Championship där hon mellan 1 december 2017 och 8 september 2018 var mästare i flugvikt.